# Sauer
|  | Sauer er også navnet på en flod der løber ud i Mosel; se: Sauer (Mosel) |
Sauer er en flod i Frankrig (Alsace) og Tyskland (Rheinland-Pfalz), og en af  Rhinens bifloder. Den har en total længde på 70 km. Den øvre del som ligger i  Tyskland, kaldes Saarbach. Den har sit udspring i Pfälzerwald, nær den franske grænse, syd for Pirmasens. Sauer løber ind i Frankrig nær Schönau, og gennem  Wœrth og nord om  Haguenau. Floden løber ud i Rhinen i Seltz, næsten overfor floden  Murgs udløb. 
48°54′59″N 8°09′27″Ø / 48.9164°N 8.1575°Ø